# Расписание на завтра
«Расписа́ние на за́втра» — советский цветной детский художественный фильм, поставленный на киностудии «ТО Экран» в 1976 году режиссёром Николаем Александро́вичем .
Телефильм состоит из трёх небольших лирических историй, центральными фигурами которых являются трое друзей.

## Сюжет
Фильм о нравственном становлении советских школьников. Сюжет фильма состоит из трёх историй, в каждой из которых простые школьники решают непростые моральные дилеммы, делая выбор в пользу добра, совести и дружбы.
Олег Дмитриевич (Олег Жаков) руководит школой с довоенных времён. Молодые педагоги за глаза называют его «наш старик». Однажды, показывая у себя дома ребятам работы своих учеников предвоенного выпуска, он находит записку со стихами, посвящёнными некой «Н». Шкoльники зaгopaются идeeй oтыcкaть eё. B этo жe вpeмя oднa дeвoчкa xoчeт научиться кататься на кoнькax, a учитeльницa aнглийcкoгo языкa (Нина Зоткина) испытывaeт на ceбe вcю любoвь свoиx учeникoв.

## В главных ролях
- Игорь Косухин — Митя, муж Надежды Васильевны
- Александр Кузнецов — тренер
- Николай Николаев-Никольский — Геннадий, друг Евгении
- Ирина Мурзаева — бабушка Гаврика
- Нина Зоткина — учительница английского языка Евгения Михайловна

## Съёмочная группа
- Автор сценария — Анатолий Алексин
- Редактор сценария — Вера Розина
- Режиссёр-постановщик — Александрович, Николай Викторович
- Оператор-постановщик — Феликс Кефчиян
- Композитор — Рубин, Владимир Ильич
- Стихи — М. Григорьева
- Монтаж — Г. Владимирская